# Marua schenkeli
Marua schenkeli is een hooiwagen uit de familie Assamiidae.